# Satyre au repos
Le Satyre au repos, également connu sous le nom de Satyre anapauomenos (en grec ancien ἀναπαυόμενος, de ἀναπαύω / anapaúô, « se reposer ») est un type statuaire généralement attribué au sculpteur grec Praxitèle. Il est connu par près de 115 exemplaires, dont le plus célèbre est celui des musées du Capitole. Le premier exemplaire date de 360 av. J.-C.

## Description
Il représente un satyre jeune, identifiable à ses oreilles clairement pointues et à la pardalide (peau de panthère) qu'il porte en travers du torse. Il appuie son coude droit sur un tronc d'arbre, dans une position si peu stable que la jambe gauche sert à peine d'appui. La jambe droite est pliée, le pied calé derrière le pied gauche : la pointe du pied droit vient toucher le talon du pied gauche. La main droite tient, dans un certain nombre d'exemplaires, un attribut ajouté par le restaurateur, souvent une flûte ou une flûte de Pan tandis que la main gauche est posée sur la hanche et retient la pardalide. Les traits du visage sont bien marqués et le nez légèrement épaté. La lourde chevelure du faune, qui rappelle la représentation des divinités fluviales, est retenue par une cordelette ou une couronne.

## Attribution
Le Satyre au repos est traditionnellement identifié comme le « satyre periboêtos » mentionné par Pline dans son Histoire naturelle : « [Praxitèle réalisa en bronze] un Liber Pater, et une Ébriété célèbre, et un satyre que les Grecs appellent periboêtos » (« et Liberum patrum Ebriatem nobilemque una satyrum quem Græci periboeton cognominant »). Depuis Winckelmann, ce mot est traditionnellement traduit par « fameux ». Cette célébrité expliquerait la fortune du type, l'un des plus répandus du bassin méditerranéen : on en compte en tout un peu moins de 115, dont une quinzaine proviennent de Rome, quatre d'Afrique du Nord, huit de Grèce, deux d'Espagne et un de Gaule.

## Quelques exemplaires

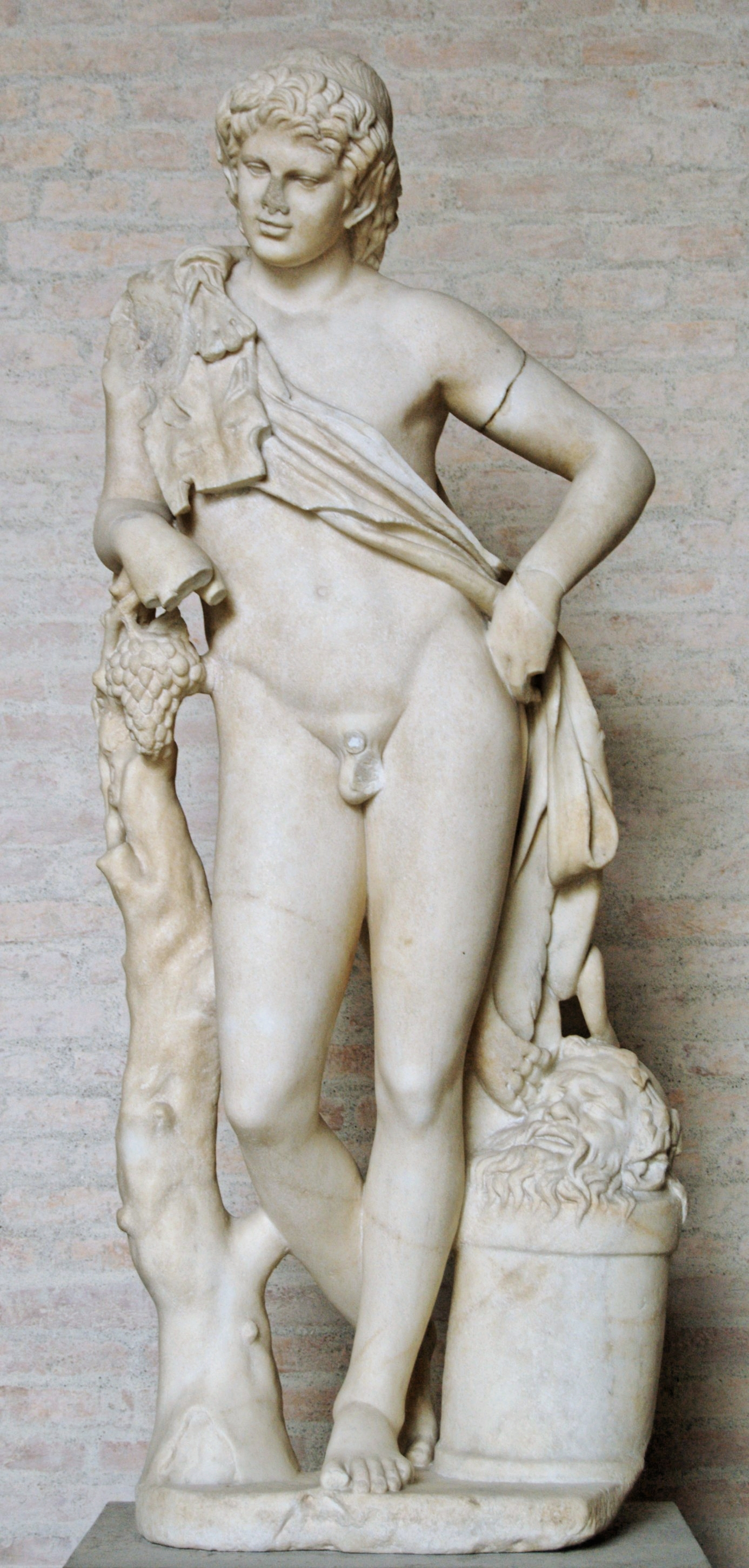
Faune Ruspoli, glyptothèque de Munich (inv. 228).
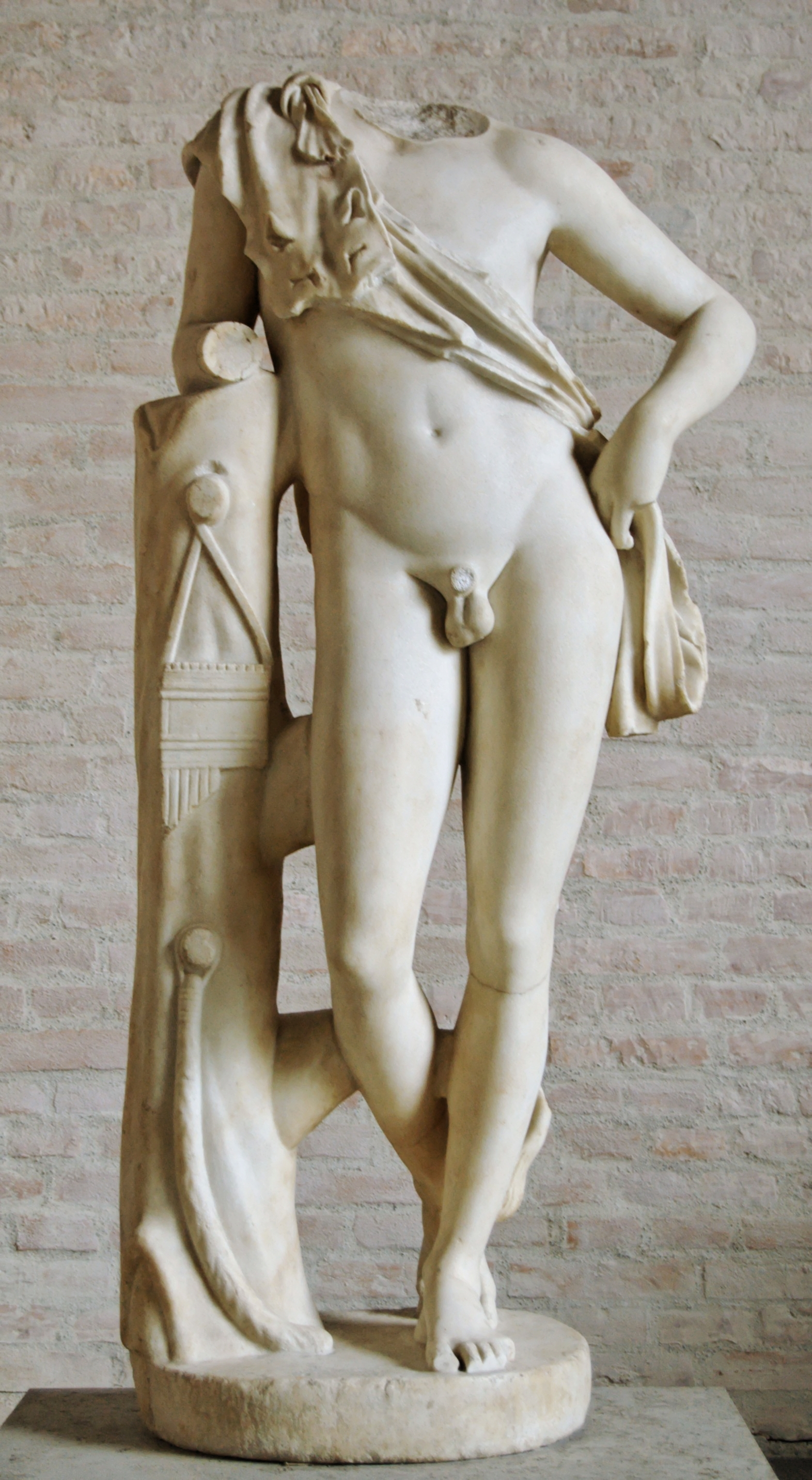
Faune Ruspoli, glyptothèque de Munich (inv. 229).
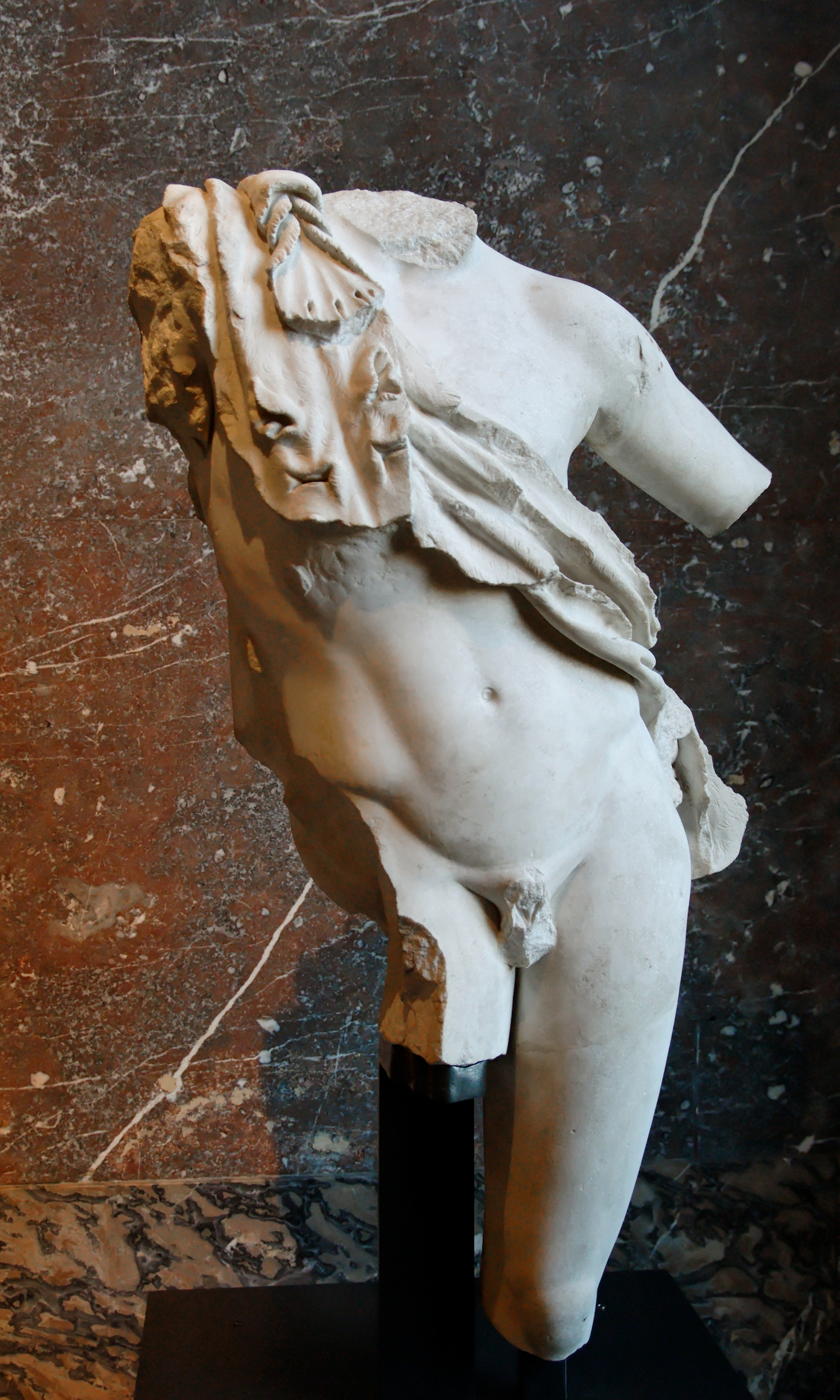
Faune Farnèse, musée du Louvre (Ma 664).
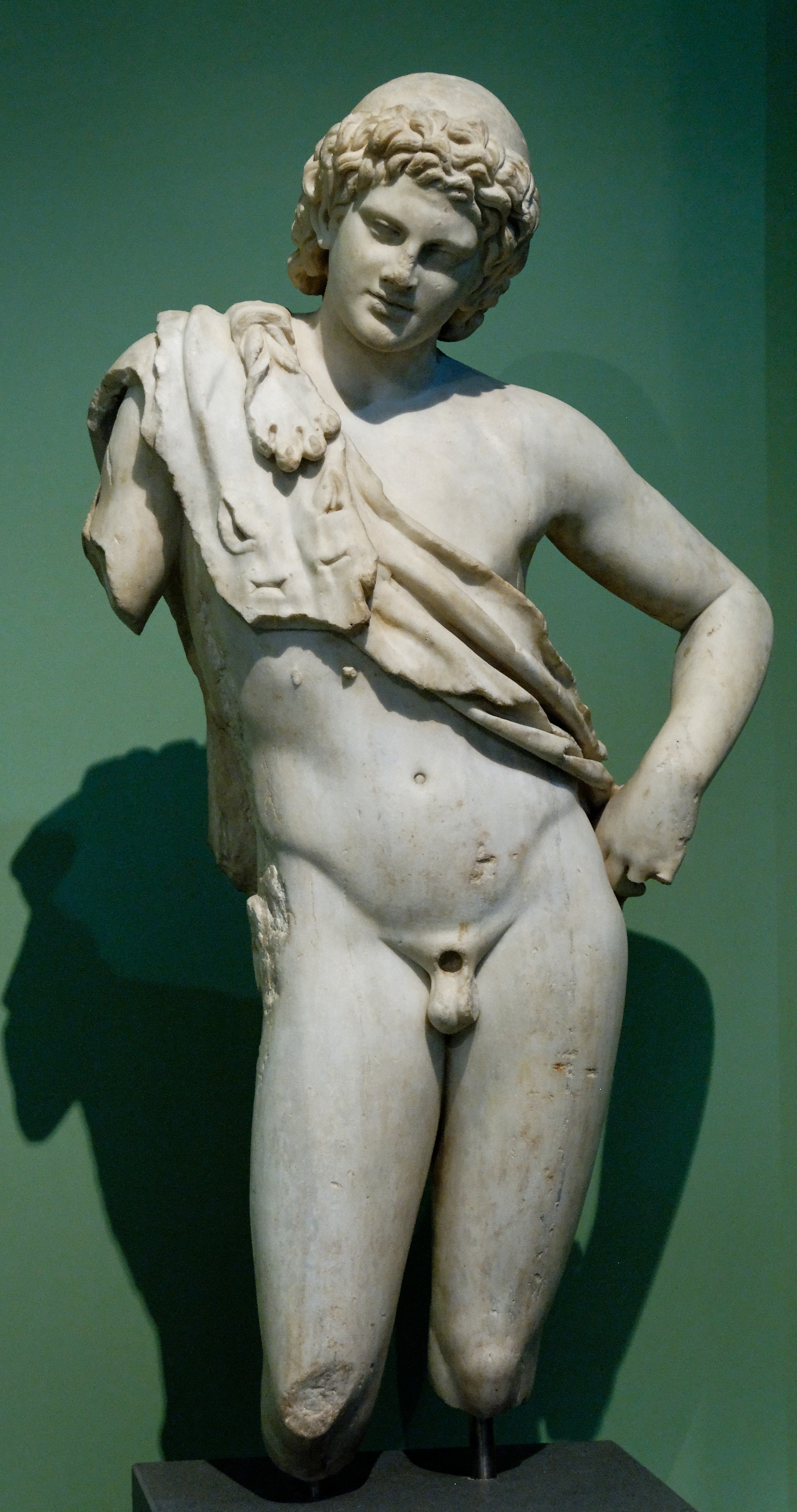
Exemplaire de la Via Cavour, Centrale Montemartini (MC 2419).